# Przewodnictwo dziurowe
Przewodnictwo dziurowe, przewodnictwo typu p – model przewodnictwa elektrycznego, w którym pod działaniem zewnętrznego pola elektrycznego kolejne elektrony przechodzą na wolne poziomy energetyczne w paśmie podstawowym. Proces taki wygodnie jest opisywać jako ruch dodatnio naładowanej „dziury”, choć w rzeczywistości przewodnictwo dziurowe jest specjalnym typem przewodnictwa elektronowego.
Elektron pod wpływem dostarczonej energii może przedostawać się z części pasma podstawowego do pasma przewodnictwa. Wówczas w pasmie podstawowym powstaje dziura elektronowa, wolny stan energetyczny, który może zostać zajęty przez inny elektron. Powstanie dziury umożliwia przechodzenie pod wpływem pola elektrycznego elektronów sąsiednich atomów w uwolnione miejsce. Elektron zapełniając taką dziurę pozostawia po sobie nową dziurę, w efekcie można proces takiego przewodnictwa opisywać jako ruch dziury. Taka dziura posiada pewną masę efektywną, która odzwierciedla działanie elektronów z polami krystalicznymi atomów.
Wzbudzenie elektronu z pasma podstawowego do pasma przewodnictwa sprawia, że pojawiają się dwa swobodne nośniki prądu elektrycznego – ujemny elektron w pasmie przewodnictwa i dodatnia dziura w pasmie podstawowym o odpowiednich masach efektywnych. Po przyłożeniu zewnętrznego pola elektrycznego, oba te nośniki biorą udział w przewodzeniu prądu elektronowego. W takim przypadku prąd płynący przez kryształ jest sumą prądu elektronowego i dziurowego. Przewodność elektryczna jest wtedy równa:
{\displaystyle \sigma =ne\mu _{n}+pe\mu _{p},}
gdzie:
{\displaystyle n} – koncentracja elektronów,
{\displaystyle p} – koncentracja dziur,
{\displaystyle \mu _{n},\mu _{p}} – ruchliwość elektronów i dziur.
Pod wpływem wzrostu temperatury rośnie koncentracja termicznie wzbudzonych elektronów i dziur i przewodność kryształu się zwiększa.
W półprzewodnikach domieszkowych typu {\displaystyle p,} z domieszkami akceptorowymi, powstaje dodatkowy poziom energetyczny (akceptorowy), leżący bardzo blisko pasma podstawowego. W wyniku przechodzenia elektronów z pasma podstawowego na poziom akceptorowy w pasmie tym powstają dziury, dlatego też przewodnictwo elektryczne półprzewodników typu p ma charakter głównie dziurowy.